# ジョン・バーリン
ジョン・マクファーソン・バーリン（英語: John Macpherson Berrien, 1781年8月23日 - 1856年1月1日）は、アメリカ合衆国の政治家。アンドリュー・ジャクソン政権で第10代アメリカ合衆国司法長官を務めた。

## 生涯
1781年8月23日、ニュージャージー州ロッキーヒルにおいて、ジョン・バーリン (John Berrien, 1759-1815) とマーガレット・マクファーソン (Margaret MacPherson, 1763-1785) の息子として誕生した。1782年にジョージア州サバンナに移住した。1796年にプリンストン大学を卒業し、サバンナ市内で法律を学んだ。1799年に弁護士として認可を受け、ジョージア州ルイスビルで弁護士業を開業した。その後サバンナへ戻り、1809年にジョージア州東部巡回裁判区で法務官に選任された。1810年、同裁判区で裁判官となり、1821年1月30日に辞職するまで10年以上にわたって法廷生活を務めた。また1812年の米英戦争において、サバンナ志願兵中隊で大佐を務めた。
1822年から1823年までジョージア州上院議員を務めた。その後バーリンは民主共和党からアメリカ合衆国上院議員に選出され、1825年3月4日に着任した。1829年3月9日、バーリンはアンドリュー・ジャクソン大統領から司法長官に任命され、上院議員を辞職した。バーリンは1831年6月22日に辞任するまで司法長官を務めた。
司法長官退任後、弁護士業を再開した。1841年3月4日、ホイッグ党からアメリカ合衆国上院議員に再び選任された。1845年5月、ジョージア州最高裁判所のポストを受理するために上院議員を辞職した。だが同年11月、自身の空席に対する充当要員として再び上院議員に選任された。1846年の選挙で再選した後、1852年5月28日に3度目の辞職をした。
バーリンは上院議員在職中、地域問題に固執した。南部州権党と提携し、1850年の妥協やウィルモット条項への反対運動に協力した。第20回、第26回、第27回の合衆国議会において、上院司法委員会の委員長を務めた。
バーリンは1855年にジョージア州ミレッジビルで開催されたアメリカ党全国大会で議長を務めた。1856年1月1日、サバンナで死去した。遺体はサバンナ市内のローレル・グロウヴ墓地に埋葬された。
ジョージア州バーリン郡、およびミシガン州バーリン郡は、バーリンにちなんで名づけられた。